# Ouvrage du Bois-Karre
L'ouvrage du Bois-Karre est un ouvrage fortifié de la ligne Maginot, situé sur la commune de Boust, dans le département de la Moselle.
C'est un petit ouvrage d'infanterie, monobloc. Construit à partir de 1930, il a été épargné par les combats de juin 1940.

## Position sur la ligne
Faisant partie du sous-secteur d'Hettange-Grande dans le secteur fortifié de Thionville, l'ouvrage du Bois-Karre, portant l'indicatif A 12, est intégré à la « ligne principale de résistance » entre les casemates d'intervalle de Boust (C 44) à l'ouest et de Basse-Parthe Ouest (C 45) à l'est, à portée de tir des canons des gros ouvrages de Molvange (A 9), de Soetrich (A 11), du Kobenbusch (A 13), du Galgenberg (A 15) et du Métrich (A 17).

## Description
L'ouvrage monobloc est constitué de deux chambres de tir et d'une tourelle de mitrailleuses.
La chambre de tir flanquant vers l'ouest possède un créneau mixte pour JM/AC 47 (jumelage de mitrailleuses et canon antichar de 47 mm) et un créneau pour jumelage de mitrailleuses seul.
La chambre de tir flanquant vers l'est est elle équipée de deux créneaux mixtes (décalés) pour jumelage de mitrailleuses et canon antichar de 47 mm et d'un créneau pour jumelage de mitrailleuses seul.
L'ouvrage est surmonté d'une tourelle de mitrailleuses et de quatre cloches GFM (guetteur fusil mitrailleur) dont une servait d'observatoire avec périscope, rattaché tactiquement au gros ouvrage de Métrich (la 4e cloche est une fausse qui se trouve en contrebas de l'ouvrage).
La petite usine du Bois-Karre est équipée de deux groupes électrogènes Renault de 40 chevaux. C'est le seul ouvrage qui était équipé de deux moteurs Renault de 40 ch.

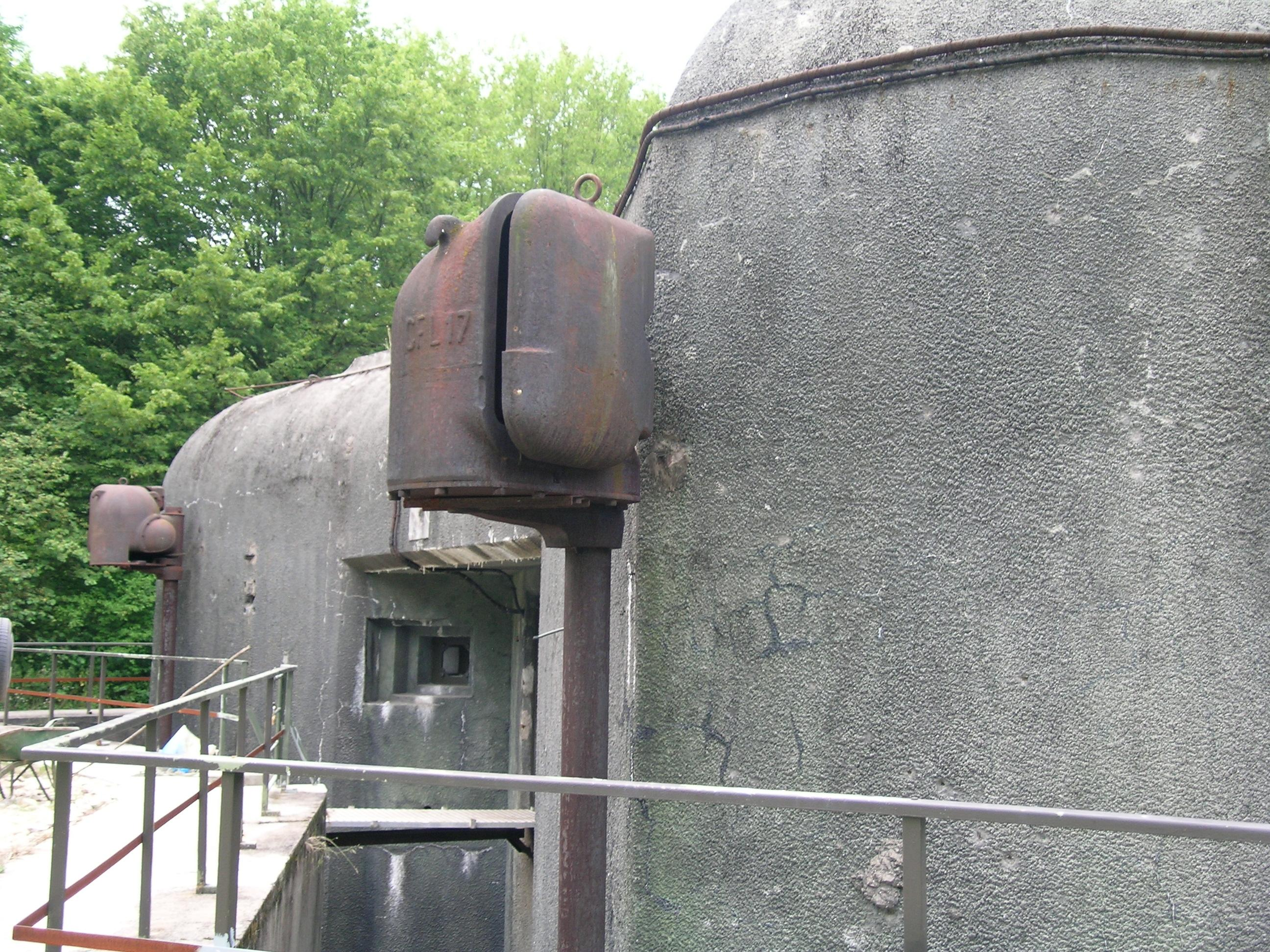
Façade arrière de l'ouvrage, avec le fossé diamant, l'entrée et les deux projecteurs.
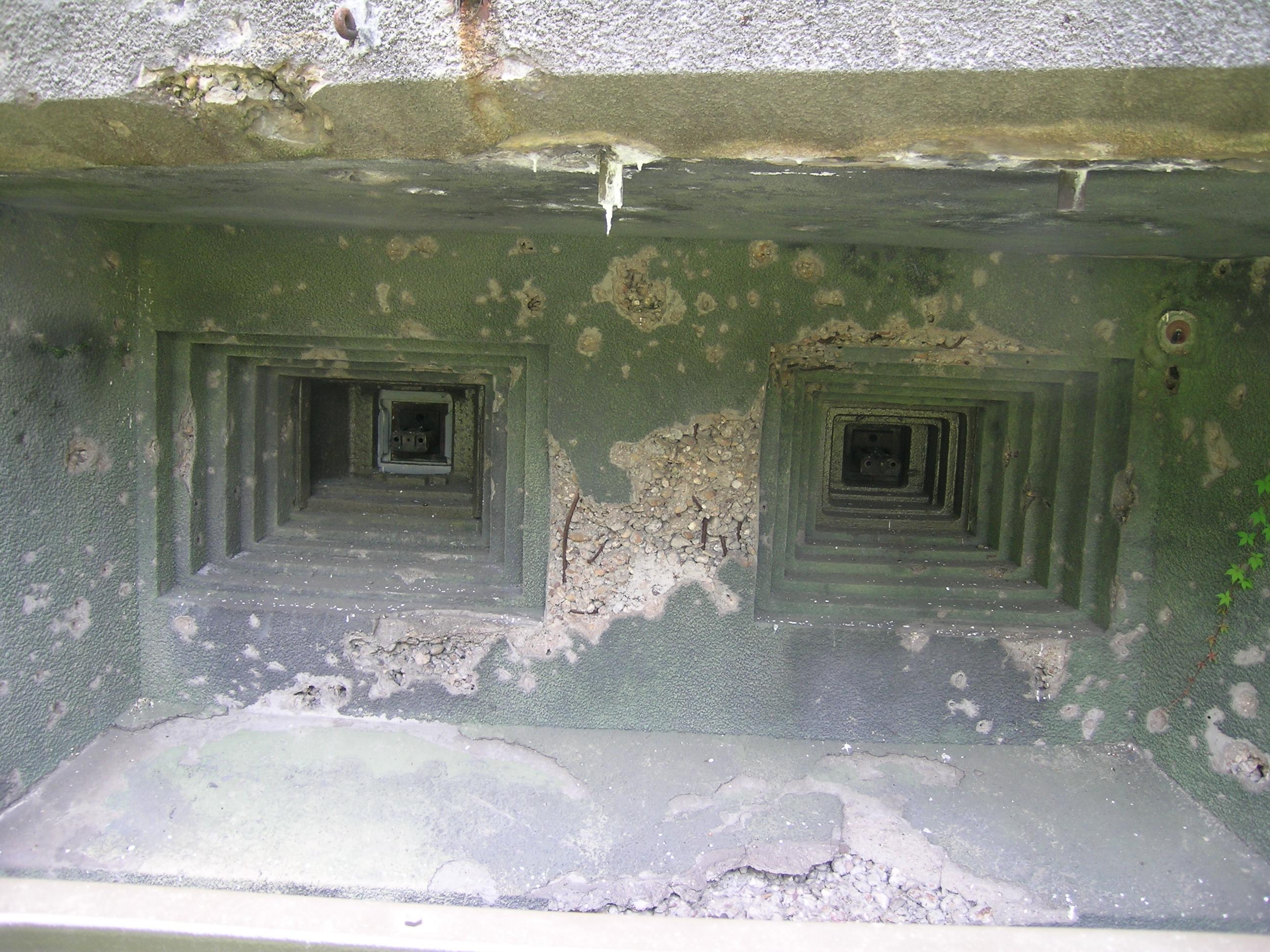
Les deux créneaux flanquant vers l'est.
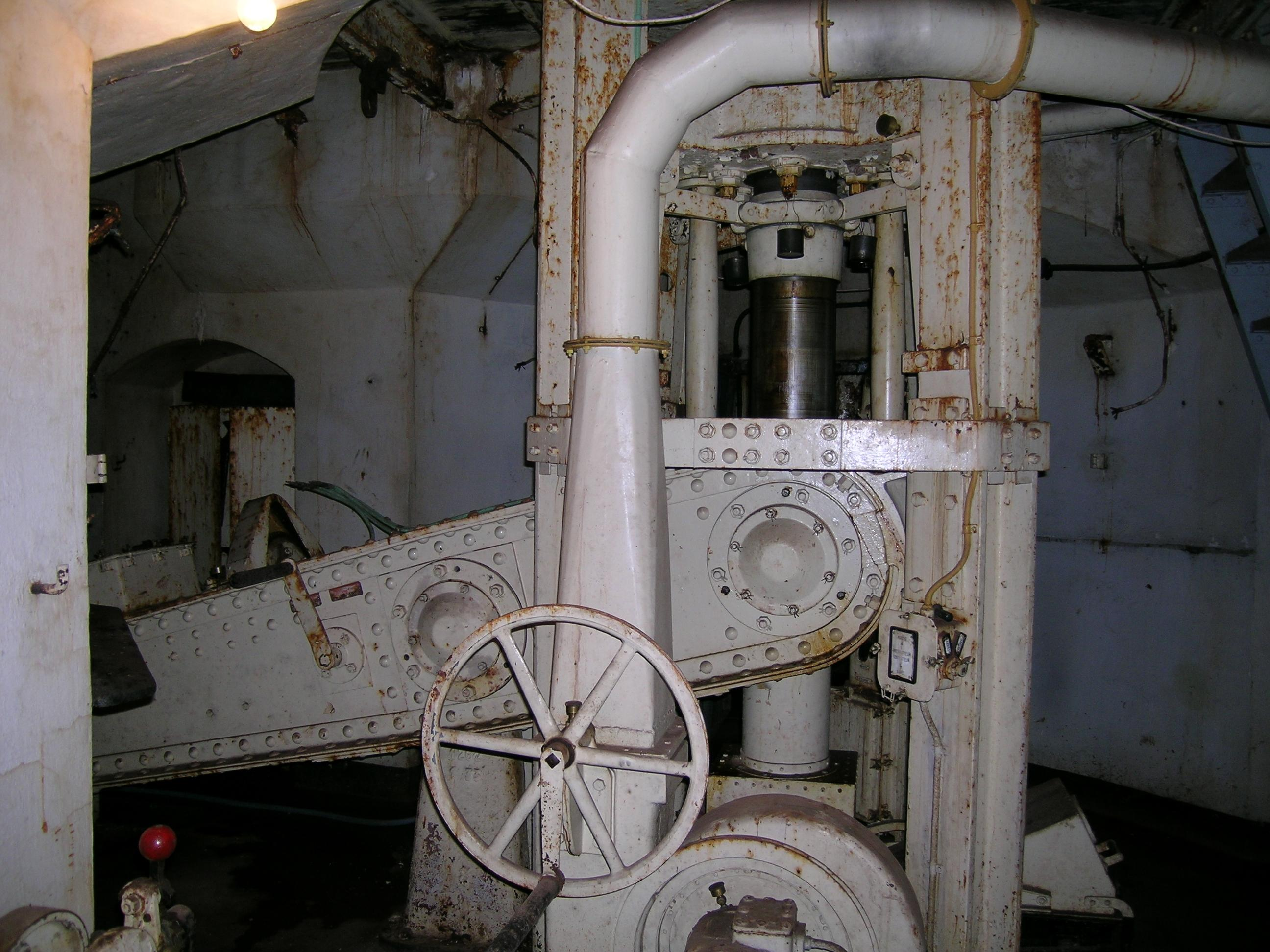
Le contrepoids de la tourelle de mitrailleuses.

## Équipage
L'ouvrage possédait un équipage théorique de 91 hommes du 168e RIF, aux ordres du lieutenant Jumel et son adjoint le sous-lieutenant Boulay.

## État actuel
L'ouvrage, qui possède encore une grande partie de ses équipements est restauré par l'association « Ligne Maginot de Cattenom et environs » qui le fait visiter.
Les deux moteurs sont en état de marche ainsi que les deux génératrices de 50 kVA 220 V. La remise en état du moteur no 1 a nécessité de remplacer le bloc moteur par un de 50 ch récupéré dans le petit ouvrage de Hobling. La tourelle de mitrailleuses fonctionne électriquement.
Tout l'ouvrage et l’équipement sont repeints. Des copies de fresques sont reproduites dans l'ouvrage. L'étanchéité de la dalle de ciel est en cours de réfection, celle de la tourelle est terminée.